# Luis Arcángel Ramos Colón
Luis Arcángel Ramos Colón (San Pedro Sula, 11 aprile 1985) è un calciatore honduregno, centrocampista del Marathón.

## Carriera

### Club
Ha giocato nel campionato ungherese (dove con il Debrecen ha giocato anche delle partite di Europa League), in quello francese, ceco, azero e honduregno.

### Nazionale
È stato convocato per la Gold Cup 2009 senza, però, mai scendere in campo.